# اسماء واضح
اسماء واضح (عربی: أسماء واضح؛ زادهٔ ۱۹ ژانویهٔ ۱۹۸۳) بازیکن فوتبال اهل الجزایر است.
وی همچنین در تیم ملی فوتبال الجزایر بازی کرده‌است.